# Pheidole aristotelis
Pheidole aristotelis är en myrart som beskrevs av Auguste-Henri Forel 1911. Pheidole aristotelis ingår i släktet Pheidole och familjen myror. Inga underarter finns listade i Catalogue of Life.